# Kolss-BDC Team/Saison 2016
Dieser Artikel listet Erfolge und Fahrer des Radsportteams Kolss in der Saison 2016 auf.

## Erfolge in der UCI Europe Tour
| Datum             | Rennen                                   | Kat. | Sieger             |
| ----------------- | ---------------------------------------- | ---- | ------------------ |
| 23. April         | Banja Luka-Belgrad I                     | 1.2  | Witalij Buz        |
| 24. April         | Visegrad 4 Bicycle Race - GP Slovakia    | 1.2  | Andrij Kulyk       |
| 2. Mai            | Memorial Romana Sieminskiego             | 1.2  | Mykhaylo Kononenko |
| 6. Mai            | 1. Etappe CCC Tour-Grody Piastowskie     | 2.2  | Oleksandr Poliwoda |
| 6.–8. Mai         | Gesamtwertung CCC Tour-Grody Piastowskie | 2.2  | Oleksandr Poliwoda |
| 27. Mai           | Horizon Park Race for Peace              | 1.2  | Witalij Buz        |
| 29. Mai           | Horizon Park Classic                     | 1.2  | Mykhaylo Kononenko |
| 31. Mai           | 1. Etappe Tour of Ukraine                | 2.2  | Serhij Lahkuti     |
| 1. Juni           | 2a. Etappe Tour of Ukraine (MZF)         | 2.2  | Kolss BDC-Team     |
| 31. Mai – 2. Juni | Gesamtwertung Tour of Ukraine            | 2.2  | Serhij Lahkuti     |
| 6. August         | Tour de Ribas                            | 1.2  | Andrij Wassyljuk   |
| 7. August         | Odessa Grand Prix                        | 1.2  | Olexandr Prewar    |
| 31. August        | 4. Etappe Bulgarien-Rundfahrt            | 2.2  | Oleksandr Poliwoda |
| 2. September      | 6. Etappe Bulgarien-Rundfahrt            | 2.2  | Witalij Buz        |

## Erfolge in der UCI Asia Tour
| Datum        | Rennen                                | Kat. | Sieger           |
| ------------ | ------------------------------------- | ---- | ---------------- |
| 20. Juli     | 4. Etappe Tour of Qinghai Lake        | 2.HC | Witalij Buz      |
| 22. Juli     | 6. Etappe Tour of Qinghai Lake        | 2.HC | Serhij Lahkuti   |
| 29. Juli     | 12. Etappe Tour of Qinghai Lake (EZF) | 2.HC | Andrij Wassyljuk |
| 17.–30. Juli | Gesamtwertung Tour of Qinghai Lake    | 2.HC | Serhij Lahkuti   |

## Nationale Straßen-Radsportmeister
| Datum    | Rennen                                    | Sieger             |
| -------- | ----------------------------------------- | ------------------ |
| 26. Juni | Ukrainische Meisterschaft – Straßenrennen | Oleksandr Poliwoda |

## Abgänge – Zugänge
| Zugänge                          | Team 2015            | Abgänge                           | Team 2016                         |
| -------------------------------- | -------------------- | --------------------------------- | --------------------------------- |
| Volodymyr Dzhus                  | ISD Continental Team | Adam Stachowiak                   | Verva ActiveJet Pro Cycling Team  |
| Andrij Chripta                   | Kyiv Capital Racing  | Adrian Banaszek                   | Verva ActiveJet Pro Cycling Team  |
| Mykyta Skonenko                  | Kyiv Capital Racing  | Błażej Janiaczyk                  | Wibatech Fuji                     |
| Matteo Spreafico                 | Team Idea            | Adrian Tekliński                  | SKC Tufo Prostějov                |
| Maxym Wassiljew                  | ISD Continental Team | Konrad Tomasiak                   | Start-Vaxes Partizan Cycling Team |
| Pavlo Bondarenko (ab 10. August) | Kyiv Capital Racing  | Mateusz Nowaczek                  | Unbekannt                         |
| Llibert Sendros (ab 10. August)  | Neoprofi             | Olexandr Holowasch (bis 5. Juni)  | Minsk Cycling Club                |
|                                  |                      | Denys Kostjuk (bis 28. April)     | ISD-Jorbi Continental Team        |
|                                  |                      | Maxym Wassiljew (bis 24. Oktober) | Team Lvshan Landscape             |

## Mannschaft
| Teamkader 2016                            | Teamkader 2016     | Teamkader 2016 | Teamkader 2016               |
| Name                                      | Geburtsdatum       | Land           | Vorheriges Team              |
| ----------------------------------------- | ------------------ | -------------- | ---------------------------- |
| Andrii Bratashchuk                        | 8. April 1992      | Ukraine        |                              |
| Witalij Buz                               | 24. Oktober 1986   | Ukraine        | Lampre-ISD (2012)            |
| Volodymyr Dzhus                           | 23. Juni 1993      | Ukraine        | ISD Continental (2015)       |
| Oleksandr Holowasch (7. Jun.–5. Jun.)     | 21. September 1991 | Ukraine        |                              |
| Andrij Chripta                            | 29. November 1986  | Ukraine        | Kyiv Capital Racing (2015)   |
| Mychajlo Kononenko                        | 30. Oktober 1987   | Ukraine        | Danieli (2008)               |
| Denys Kostjuk (1. Jan.–1. Mai, Anm.)      | 13. März 1982      | Ukraine        | Lampre-ISD (2012)            |
| Andrij Kulyk                              | 30. August 1989    | Ukraine        |                              |
| Serhij Lahkuti                            | 24. April 1985     | Ukraine        |                              |
| Vasyl Malynivskyi                         | 21. November 1992  | Ukraine        |                              |
| Oleksandr Poliwoda                        | 31. März 1987      | Ukraine        | Atlas Personal-Jakroo (2013) |
| Olexandr Prewar                           | 28. Juni 1990      | Ukraine        |                              |
| Mykyta Skorenko                           | 28. Juni 1993      | Ukraine        | Kyiv Capital Racing (2015)   |
| Matteo Spreafico                          | 15. Februar 1993   | Italien        | Idea 2010 ASD (2015)         |
| Maxym Wassiljew (1. Jan.–24. Okt.)        | 14. April 1990     | Ukraine        | ISD Continental (2015)       |
| Andrij Wassyljuk                          | 29. August 1987    | Ukraine        | Danieli (2008)               |
| Llibert Sendrós (10. Aug.–31. Dez.)       | 26. August 1991    | Spanien        |                              |
|                                           |                    |                |                              |
| Quellen: ProCyclingStats Cycling Archives |                    |                |                              |

Anmerkung: Denys Kostjuk, Teamwechsel